# Маратон на Месие
Маратон на Месие е понятие, с което се назовава състезанието провеждано най-често от любители астрономи с цел откриване на максимален брой Обекти на Месие само за една нощ. Каталогът на Месие представлява каталог на астрономически обекти от дълбокия космос (галактики, звездни купове и мъглявини) съставен и публикуван от френския астроном Шарл Месие през 18 век.
Възможността да бъдат открити всички 110 обекта е малка, защото зависи от сезона, климатичните условия и други фактори. Поради това най-често такива маратони се провеждат в края на март и началото на април.
Има и друг по съкратен вариант на състезанието. В него за победител бива избиран този, който е открил най-много обекти за 2 часа.
Маратони на Месие се организират от регионалните астрономически клубове, дружества или планетариуми.

## Ред на обектите
Това е реда на обектите, който ако бъде спазен астрономите биха могли най-лесно да се справят със задачата.
| - M77 - M74 - M33 - M31 - M32 - M110 - M52 - M103 - M76 - M34 - M45 - M79 - M42 - M43 - M78 - M1 - M35 - M37 - M36 - M38 - M41 - M93 - M47 - M46 - M50 - M48 - M44 - M67 - M95 - M96 - M105 - M65 - M66 - M81 - M82 - M97 - M108 - M109 - M40 - M106 - M94 - M63 - M51 - M101 - M102 - M53 - M64 - M3 - M98 - M99 - M100 - M85 - M84 - M86 - M87 |  | - M89 - M90 - M88 - M91 - M58 - M59 - M60 - M49 - M61 - M104 - M68 - M83 - M5 - M13 - M92 - M57 - M56 - M29 - M39 - M27 - M71 - M107 - M12 - M10 - M14 - M9 - M4 - M80 - M19 - M62 - M6 - M7 - M11 - M26 - M16 - M17 - M18 - M24 - M25 - M23 - M21 - M20 - M8 - M28 - M22 - M69 - M70 - M54 - M55 - M75 - M15 - M2 - M72 - M73 - M30 |